# Гайсумов, Дени Хасанович
Дени́ Хаса́нович Гайсу́мов (азерб. Deni Həsənoviç Qaysumov, чечен. Gaýsumow Hasan-khant Deni; 6 февраля 1968, Грозный, Чечено-Ингушская АССР, РСФСР, СССР) — советский, российский и азербайджанский футбольный защитник.
Выпускник Высшей школы тренеров (2004).

## Биография
Воспитанник грозненского «Терека».
В 1994 после развала команды «Эрзу» сам попросился в ЦСКА, куда его, после недолгого просмотра, взяли. Спустя некоторое время вынужден был уйти из клуба из-за разногласий с руководством.
В 1996 выступал за «Сокол-ПЖД», с которым рассчитывал выйти в высшую лигу. Команда по итогам сезона заняла лишь восьмое место, а Гайсумов ушёл в московский «Спартак». Заиграть в основе, как он считает, ему не дал Олег Романцев, который лишь однажды его включил в заявку — на матч против ЦСКА. Проведя полсезона в дубле красно-белых, вернулся в ЦСКА, с которым подписал годичный контракт.
В 2000 году завершил карьеру игрока, однако после беседы с Хайдаром Алхановым стал выступать за новообразованную команду «Терек».
Обладатель кубка России 2003/04.
Будучи россиянином, в 1995 году принял приглашение в сборную Азербайджана.
В 2004 году, после выхода «Терека» в Высший дивизион, завоевания кубка страны и игр в кубке УЕФА, Дени Гайсумов был признан «человеком года в Чечне» в номинации «спорт» и стал почётным гражданином Чечни, а в его честь была названа улица в Гудермесе.